# Gemeines Rothörnchen
Das Gemeine Rothörnchen (Tamiasciurus hudsonicus), auch Rothörnchen genannt, ist mit einer Körperlänge von 17 bis 23 und einer Schwanzlänge bis zu 16 Zentimetern ein eher kleiner Vertreter aus der Familie der Hörnchen.

## Aussehen
Die Tiere haben eine rotbraune Fellfarbe am Rücken, der Kopf sowie der Bauch- und Brustbereich sind weiß gefärbt. Die Ohren sind nur mit einem sehr kurzen Fellbüschel versehen. Der Schwanz ist ebenfalls rotbraun und mit dünnen schwarzen und gelben Haaren durchzogen; die Spitze ist schwarz. Um die Augen ist ein auffälliger, weißer Ring vorhanden. Die sehr scharfen Krallen dienen den Tieren als Kletterhilfe. Das Gewicht der Einzeltiere beträgt zwischen 140 und 360 Gramm.

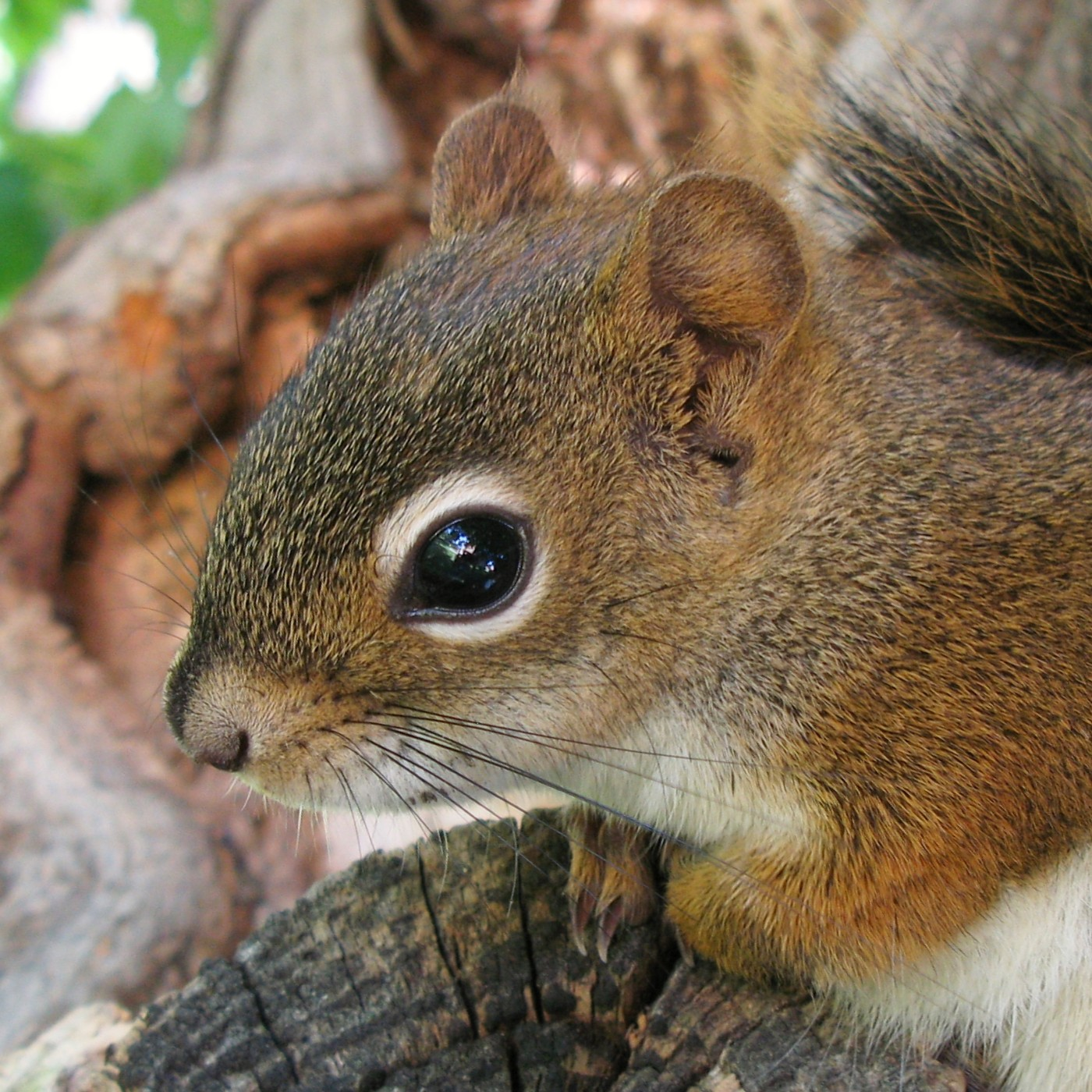
Nahaufnahme des Kopfs des Rothörnchen

## Verbreitung und Lebensraum
Das Gemeine Rothörnchen kommt in Alaska und Kanada mit Ausnahme des hohen Nordens vor. In den Vereinigten Staaten ist es in den Rocky Mountains, den Appalachen und südlich bis Pennsylvania beheimatet, dort bewohnt es die Nadelwälder.

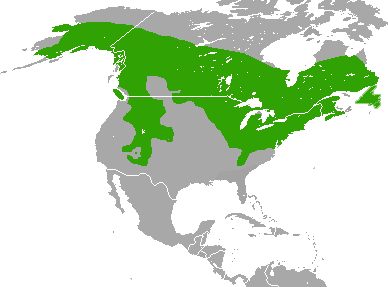
Verbreitungskarte des Rothörnchen

## Lebensweise
Die tagaktiven Tiere sind Baumbewohner, sie fressen vor allem Samen, aber auch Nüsse, Eicheln, Zapfen, Knospen, Früchte, Pilze, gelegentlich auch Vogeleier, Nestlinge oder kleinere Mäuse. Für den Winter legt das Gemeine Rothörnchen bis zu einen Meter tiefe Vorratskammern am Boden an. Bei Gefahr geben die Tiere eine sehr schrillen Warnlaut, welcher an ein Zirpen erinnert, von sich. Die maximale Lebensspanne der Tiere beträgt ca. 10 Jahre.

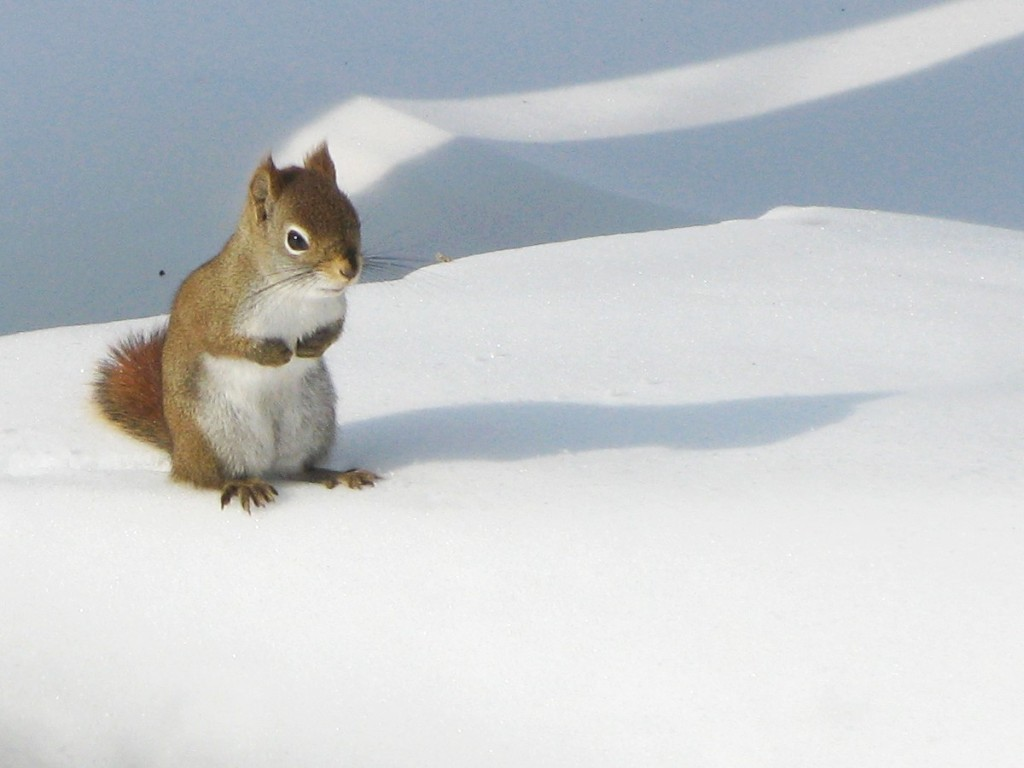
Ein Rothörnchen im Winter

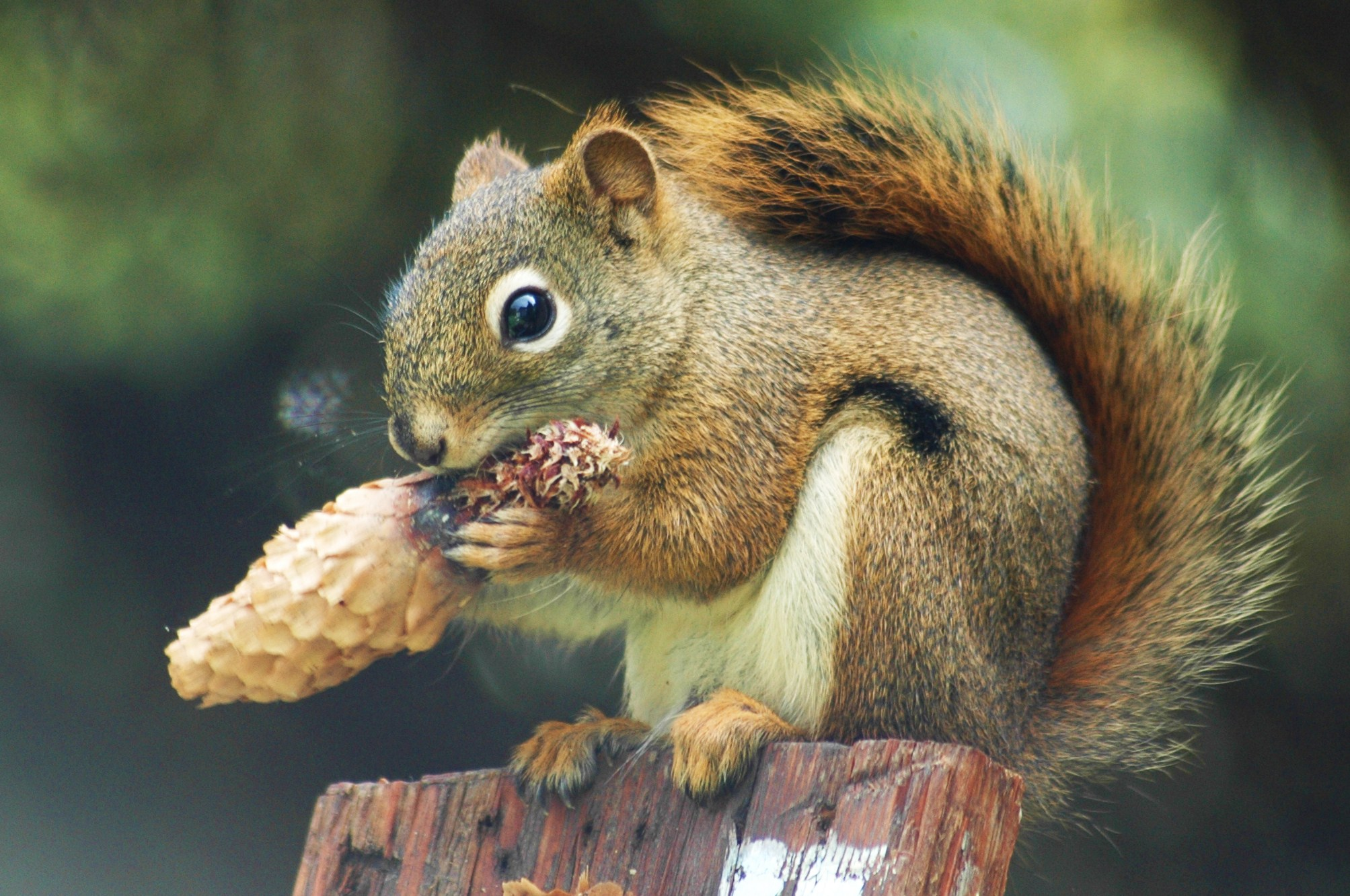
Rothörnchen beim Verzehr eines Pinienzapfens

## Fortpflanzung
Die erste Paarungszeit der Hörnchen ist im Februar oder März, die zweite im Juni oder Juli. Während der Paarungszeit streiten die Männchen sehr aggressiv um die Weibchen. Die Empfängniszeit des Weibchens beträgt nur einen Tag. Nach der Paarung verlassen die Männchen die Weibchen wieder. Nach einer Tragzeit von fünf Wochen kommen zwei bis sieben nackte und blinde Junge zur Welt, welche das Weibchen bis zu sieben Wochen säugt; die Augen öffnen die Jungen erst im Alter von zwei bis drei Wochen. Mit einem Alter von zwei Monaten verlassen die Jungen das elterliche Revier und suchen ein eigenes. Je nach Nahrungsverfügbarkeit kann das Weibchen im Jahr zwei Würfe bekommen. Die Geschlechtsreife erreichen die Tiere im Alter von einem Jahr.

## Gefährdung
Da diese Art weit verbreitet ist und keine Bedrohungen bekannt sind, wird sie von der IUCN als ungefährdet (Least Concern) geführt. In Kanada werden die Tiere lokal als Lieferant für Pelze bejagt.

## Belege
- Sonnhild Bischoff, Dr. Helga Hofmann, Ursula Knopp, Angelika Lang: Neues Großes Tierlexikon in Farbe, Verlag: Compact Verlag München 2000, S. 324, ISBN 3-8174-5080-X.
- Faszination Tier & Natur (Sammelordner): Karte: 296 Rothörnchen, Verlag: IMP/Meister Verlag GmbH München, Päckchen 86 056020 086 a.